# Back with Two Beasts
Back with Two Beasts è il diciannovesimo album in studio (il quarto di outtakes) del gruppo musicale australiano The Church, pubblicato nel 2005.

## Tracce
1. Snowfaller – 5:41
2. Pantechnicon – 6:22
3. Unreliable External – 5:02
4. Pearls – 6:36
5. Saturation – 5:42
6. Heading South – 4:37
7. Ionian Blues – 3:40
8. Anthem X – 5:48
9. Night Sequence – 20:01
10. I Don't Know – 2:01

## Formazione
- Steve Kilbey – voce, basso, tastiera, chitarra
- Peter Koppes – chitarra, tastiera, basso, cori
- Tim Powles – batteria, percussioni, cori
- Marty Willson-Piper – chitarra, basso, cori